# Степной (Искитимский район)
Степной — посёлок в Искитимском районе Новосибирской области. Административный центр Степного сельсовета.

## География
Площадь посёлка — 107 гектар

## Население
| 2002 | 2007 | 2010 |
| ---- | ---- | ---- |
| 843  | ↗878 | ↘759 |

## Инфраструктура
В посёлке по данным на 2007 год функционируют 1 учреждение здравоохранения и 2 учреждения образования.